# Ernst Schwarz
Ernst Schwarz (n. 1 decembrie 1889, Frankfurt am Main, Imperiul German – d. 23 septembrie 1962, Bethesda⁠(d), comitatul Montgomery, Maryland, SUA) a fost un zoolog german. S-a născut într-o familie de evrei  la Frankfurt și a studiat zoologia la München. A lucrat la Muzeul de istorie a naturii din Frankfurt și muzeul zoologic din Berlin. În 1929 a devenit profesor de zoologie la Universitatea din Greifswald. A lucrat la Muzeul de Istorie Naturală din Londra între 1933 și 1937, când s-a mutat în Statele Unite. S-a specializat în descoperirea speciilor de primate mari.
Este considerat descoperitorul lui Bonobo (în 1928).